# Фенетиллин
Фенетиллин (BAN, USAN), также известный как амфетилин — химическое соединение теофиллина и амфетамина. Продавался в качестве психостимулятора под торговыми марками Captagon (каптагон), Biocapton и Fitton. В настоящее время запрещен в большинстве стран и производится в основном для незаконного использования. Крупнейшим в мире производителем, на долю которого приходится 80% мировых поставок, считается Сирия.

## История
Фенетиллин был впервые получен в 1961 году в лаборатории фармацевтической фирмы Chemiewerk Homburg, принадлежавшей немецкому химическому холдингу Degussa AG. Он продавался Chemiewerk Homburg под торговым названием Captagon как мягкий аналог амфетамина и других веществ сходного действия и применялся в течение 25 лет до его запрета в 1986 году. Одобренных FDA испытаний для фенетиллина не проводилось, но вещество использовалось для лечения «гиперактивных детей» (тех, которым сейчас, как правило, ставят диагноз синдром дефицита внимания и гиперактивности) и, реже, для лечения нарколепсии и депрессии. Одно из основных достоинств фенетиллина в том, что он слабее повышает кровяное давление по сравнению с амфетамином и поэтому может быть использован пациентами с сердечно-сосудистыми заболеваниями.
Фенетиллин рассматривался как потенциальный заменитель амфетамина из-за меньшего количества побочных эффектов и меньшей опасности использования как наркотика. Однако в 1981 году фенетиллин был внесён в Список I Акта о контролируемых веществах США, а в 1986 году Всемирная организация здравоохранения включила его в список II Конвенции о психотропных веществах, что привело к запрету оборота фенетиллина в большинстве государств, хотя на момент внесения в списки употребление его в качестве наркотика было довольно низким.
Производство нелегального каптагона пережило взрывной рост в 2011—2013 годах в Сирии вследствие комбинации двух факторов. Во-первых, воюющим сторонам в гражданской войне были нужны психостимулирующие вещества, позволявшие военнослужащим дольше бодрствовать и быстрее реагировать на изменения обстановки. Во-вторых, сирийское государство столкнулось с падением доходов и ростом расходов вследствие охватившей страну гражданской войны и наложенных на правительство Сирии западных санкций. По-видимому расширение централизованного производства фенетиллина, по старой памяти называемого каптагон и выпускаемого в виде узнаваемой таблетки, имитировавшей оригинальный немецкий препарат, до некоторой степени решало обе проблемы.
Израильский 12-й канал со ссылкой на источники среди чиновников страны заявляет, что боевики террористической группировки ХАМАС во время нападения на Израиль 7 октября 2023 года находились под воздействием каптагона — упаковки с ним нашли у погибших террористов.
В марте 2023 года Управление по контролю за иностранными активами США объявило о наложении санкций на ряд граждан Сирии и Ливана, в том числе двух племянников Башара аль-Асада, в связи с их участием в производстве и распространении нелегального каптагона. В документе также была отмечена роль Махера аль-Асада, уже находящегося под санкциями Управления с 2011 года.

## Фармакология
Молекула фенетиллина состоит из теофиллина и амфетамина, связанных ковалентно при помощи алкильной цепочки.
Фенетиллин метаболизируется организмом человека путём разделения его молекулы на психостимуляторы амфетамин (24,5 % от принятой внутрь дозы) и теофиллин (13,7 % от принятой внутрь дозы). Физиологический эффект от приёма фенетиллина по-видимому представляет собой комбинацию воздействия этих двух веществ, хотя механизм комбинированного воздействия пока что изучен слабо, но есть указания на синергический эффект от воздействия двух препаратов. Фармакологическое действие самого фенетиллина также изучено плохо, возможно, что он оказывает непосредственное воздействие на некоторые серотониновые рецепторы.

## Злоупотребления и незаконная торговля

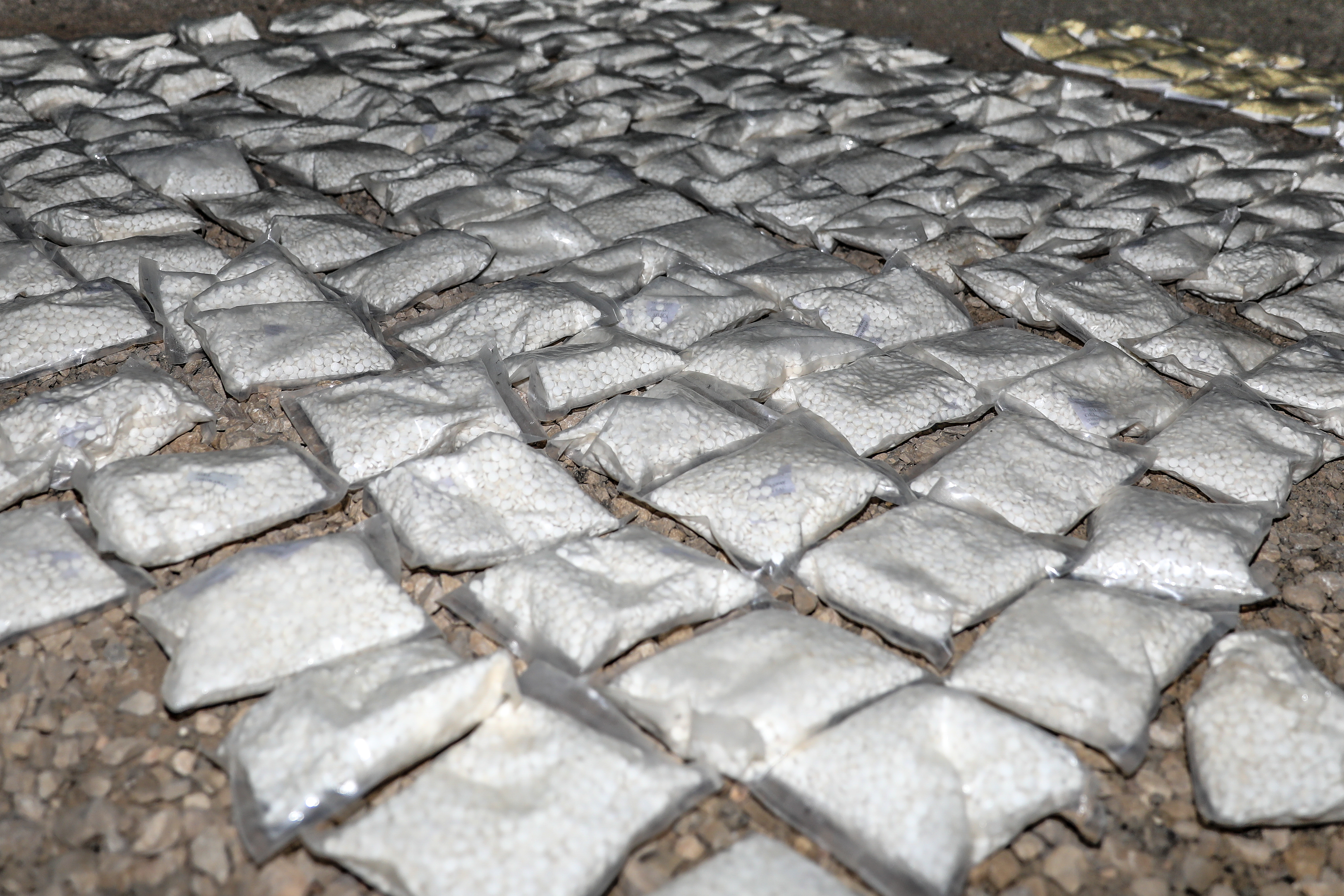
127 мешков каптагона, изъятых в Сирии 31 мая 2018 г.

Злоупотребление фенетиллином путём приёма таблеток, имитирующих снятое с производства в 1986 году немецкое лекарство Captagon, широко распространено на Ближнем Востоке; несмотря на незаконность производства, поддельные версии препарата по-прежнему доступны. За пределами Ближнего Востока каптагон гораздо менее распространен, в некоторых странах полиция может даже не распознать этот наркотик. Производство и экспорт каптагона стали крупной отраслью, спонсируемой сирийским правительством, при этом доходы от его экспорта составляют более 90 % поступлений его иностранной валюты. По оценкам, в 2022 году ежегодный объем торговли каптагоном режима Асада оценивается в 57 миллиардов долларов США, что примерно в три раза превышает общий объем торговли всех мексиканских наркобаронов вместе взятых.
Фенетиллин является популярным наркотиком в Западной Азии. Исследования показали, что именно сирийское правительство Башара Асада финансировало производство каптагона и спонсировало сети своих наркоторговцев в координации с сирийской разведкой. Сирийский каптагон производится с помощью дешевого и простого процесса. В июле 2019 года в Ливане каптагон продавался по цене от $1,50 до $2 за таблетку. В 2021 году в Сирии некачественные таблетки продавались менее чем за $1, в то время как высококачественные таблетки все чаще вывозятся контрабандой за границу, и в Саудовской Аравии каждая может стоить более $14.
По словам генерального секретаря Национального комитета Саудовской Аравии по контролю за наркотиками, 40 % потребителей наркотиков в возрастной группе от 12 до 22 лет зависимы от фенетиллина.

### Производство в Сирии

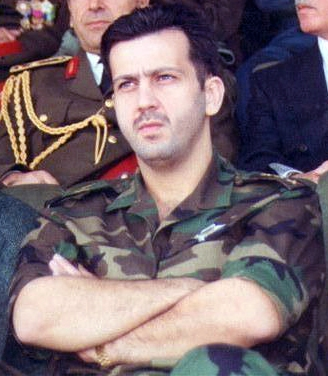
Махер Асад, младший брат сирийского диктатора Башара Асада, руководитель нелегального производства наркотиков в Сирии

В мае 2021 года британская газета The Guardian описала влияние производства каптагона в Сирии на экономику как грязный бизнес, практически превративший страну в наркогосударство. Деньги от продажи каптагона дестабилизируют легальный бизнес в Сирии. В июне 2021 года в порту Джидды саудовские власти изъяли 14 миллионов таблеток каптагона, спрятанных в партии железных пластин, прибывших из Ливана. В том же месяце там же была конфискована партия из 4,5 миллионов таблеток. В июле 2021 года 2,1 миллиона таблеток каптагона, спрятанных в партии томатной пасты, были изъяты в Аль-Хадите.
В декабре 2021 года The New York Times сообщила, что элитная 4-я бронетанковая дивизия сирийской армии под командованием Махера аль-Асада, — младшего брата Башара аль-Асада, контролирует большую часть производства и распространения каптагона, а также начала торговать кристаллическим метамфетамином. Дивизия контролирует производственные мощности, упаковочные заводы и сети контрабанды по всей Сирии. После свержения режима Асада боевики захватили фабрики, принадлежащие Махеру Асаду, по производству каптагона. Боевики провели эту операцию за два дня, ликвидировав крупнейшую в мире сеть по производству и контрабанде каптагона, чего не удалось сделать ни одной стране
После краха режима Асада, журналисты из Reuters обнаружили крупную нарколабораторию в городе Думе в пригороде Дамаска. По их словам, они нашли в лаборатории тысячи таблеток, на многих из которых был логотип в виде двойного полумесяца или слово Lexus: это знаки, обозначающее наркотик каптагон. 
В лаборатории также обнаружили пресс для таблеток и емкости с различными химикатами — хлороформом, йодидом калия, раствором формальдегида, раствором аммиака, уксусной и соляной кислотами и др.